# Teerasak Poeiphimai
Teerasak Poeiphimai (en tailandés: ธีรศักดิ์ เผยพิมาย, Nakhon Ratchasima, Tailandia; 21 de septiembre de 2002) es un futbolista de Tailandia que juega en la posición de delantero centro con el Port FC de la Liga de Tailandia desde el año 2021.

## Carrera

### Club
| Periodo   | Club             |
| --------- | ---------------- |
| 2020–2021 | Prime Bangkok FC |
| 2021–     | Port FC          |

### Selección nacional
A nivel de selecciones menores debutó con Tailandia el 15 de octubre de 2021 en la categoría sub-23 por la Eliminatoria para la Copa Asiática Sub-23 de la AFC 2022. En febrero de 2022 Teerasak jugó en el Campeonato Sub-23 de la AFF en Camboya. Su primer gol en la categoría fue el 16 de febrero de 2022 ante Singapur. Jugó 20 partidos y anotó seis goles; ganó dos medallas de plata en los Juegos del Sudeste Asiático.
Debutó con Tailandia en 2022, fue convocado para jugar en la Copa Asiática 2023 donde jugó en la victoria por 2-0 ante Kirguistán y en el empate 0-0 ante Arabia Saudita. Anotó sus dos primeros goles con la selección nacional en la victoria por 8-0 sobre Timor Oriental en Hanói por el Campeonato de la ASEAN 2024, donde lograron el subcampeonato.

## Logros
- Goleador del Campeonato Sub-23 de la AFF: 2022
- Equipo Ideal del Campeonato Sub-23 de la AFF: 2022